# Goethe-Institut
El Goethe-Institut és un institut cultural, una institució pública alemanya la missió de la qual és fomentar el coneixement de la llengua alemanya i cuidar de la cooperació cultural internacional. A més, aquest ens públic tracta de fomentar les relacions exteriors entre Alemanya i els països on se s'estableix. El Goethe-Institut es financia principalment amb subvencions del Ministeri d'Afers Estrangers d'Alemanya i en menor mesura a través de les taxes dels cursos i dels exámenes oficials d'alemany.
Fou creat l'any 1951 com a successor de l'Acadèmia Alemanya (Deutsche Akademie, DA 1925). La seva primera tasca va ser el capacitar professors d'alemany com llengua estrangera a Alemanya. El 2001 es fusionà amb l'Inter Nationes, organisme de l'Oficina de Premsa Alemanya creat el 1952. La seva seu central està situada a la ciutat de Múnic i compta amb 12 instituts a Alemanya i amb 158 instituts a l'exterior (un d'ells el Goethe-Institut Barcelona) en un total de 98 països. L'any 1952 s'inaugurà el primer Goethe-Institut a l'exterior, a Atenes.
Aquesta institució és equivalent a l'Institut Ramon Llull català, al Institutul Cultural Român romanès, a l'Institut Cervantes espanyol, l'Instituto Camões portuguès, l'Alliance Française i l'Institut français francesos, el British Council britànic o la Società Dante Alighieri i l'Istituto Italiano italians. Tots ells treballen per divulgar les seves respectives cultures arreu del món, afavorint així el coneixement d'algunes de les principals llengües europees.
L'any 2005 l'Institut Cervantes, l'Instituto Camões, l'Alliance Française, el British Council, el Goethe-Institut i la Società Dante Alighieri varen ser reconeguts internacionalment per la seva tasca essent guardonats amb el Premi Príncep d'Astúries de Comunicació i Humanitats d'aquell any.